# Santo Domingo de las Posadas
Santo Domingo de las Posadas är en kommun i Spanien.   Den ligger i provinsen Provincia de Ávila och regionen Kastilien och Leon, i den centrala delen av landet, 90 km nordväst om huvudstaden Madrid.